# Pârgărești, Bacău
Pârgărești (în maghiară Szőlőhegy) este satul de reședință al comunei cu același nume din județul Bacău, Moldova, România.

## Etimologie
Denumirea localității provine de la supranumele Pârgarul, existent în zonă, un exemplu fiind Andreico Pârgar, plăieș din Târgu Trotuș menționat în 1774. La nume s-a mai adăugat sufixul -ești. Constantin C. Giurescu a menționat că toponimul face trimitere la pârgari, care în Evul Mediu, alături de șoltuz, se aflau în sfatul administrativ și respectiv cârmuirea orașului Trotuș, atunci ieșind în evidență prin populația maghiară.